# St. Johannes Enthauptung (Niederberg)

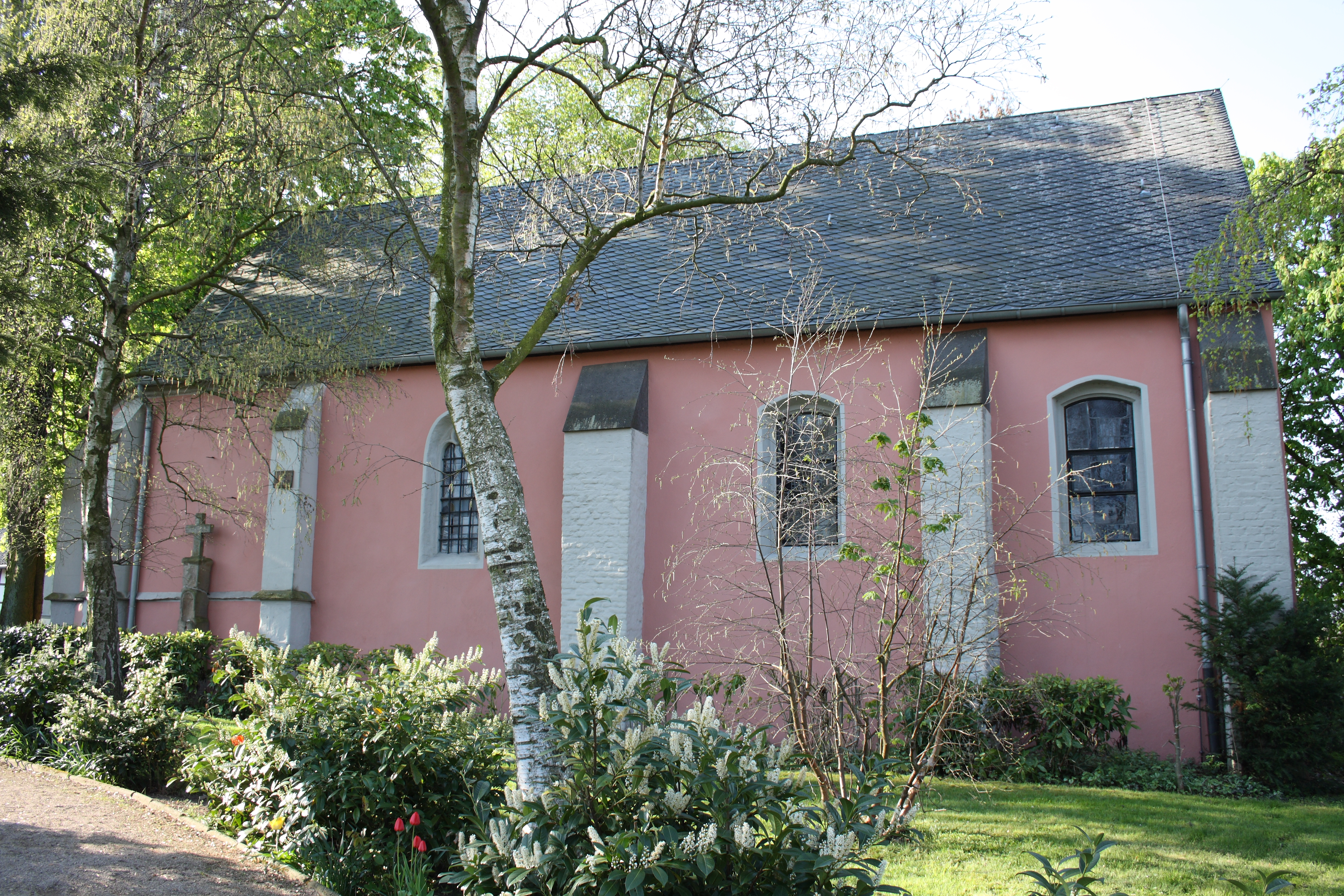
St. Johannes Enthauptung Langhaus

Die ehemalige römisch-katholische Pfarrkirche St. Johannes Enthauptung ist ein unter Denkmalschutz stehendes Kirchengebäude in Niederberg, einem Stadtteil von Erftstadt im Rhein-Erft-Kreis.

## Geschichte

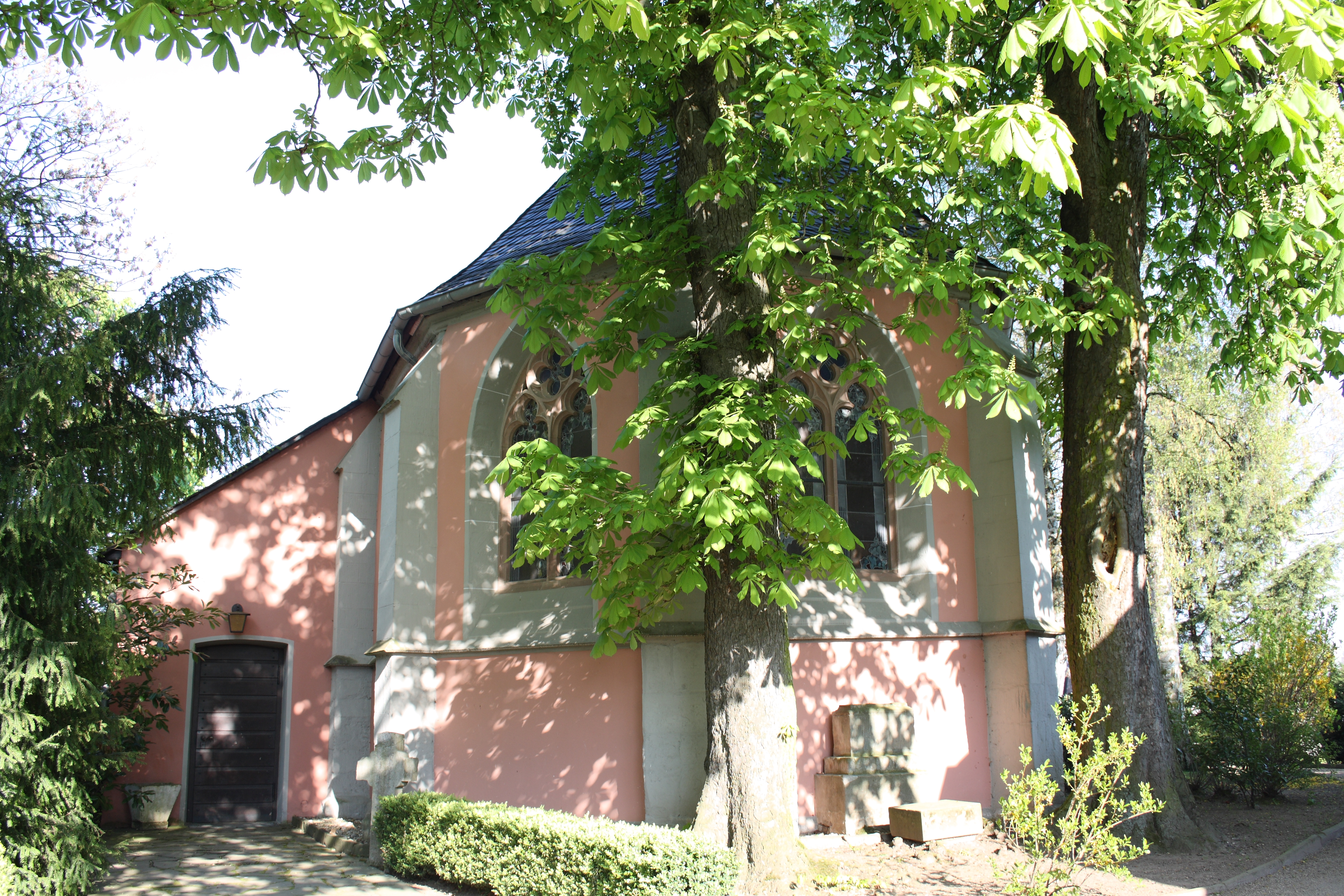
Chor und Seitenschiff mit Eingang

Eine kleine frühromanische Saalkirche des 11. Jahrhunderts mit eingezogenem quadratischen Chor wurde bei Restaurierungsarbeiten nachgewiesen. Große Teile der Mauern des frühromanischen Saalbaus sind im heutigen Langhaus erhalten.
Bei baulichen Veränderungen im 14./15. Jahrhundert wurde das mit kleinen Rundbogenfenstern ausgestattete Kirchenschiff verlängert, ein südliches Seitenschiff mit spitzbogigen Arkaden sowie ein Chor mit polygonalem Abschluss angebaut, dessen spitzbogige Fenster mit gotischem Maßwerk ausgestattet wurden. Der Chor wurde Anfang des 16. Jahrhunderts in der heutigen Form eingewölbt. Die Kirche in Niederberg wird 1220 erstmals in einer Urkunde des Kölner Erzbischofs Engelbert erwähnt und erscheint als „Berge prope Vrysheim“ erstmals um 1308 im Liber valoris als Pfarrkirche. Sie war bis zur Säkularisation der Kölner Domdekanei inkorporiert und der Domdechant war Pfarrer in Niederberg, ließ sich jedoch von einem Priester vertreten.
Aus finanziellen Gründen entfielen im 19. Jahrhundert notwendige Restaurierungsarbeiten. Die großzügige Spende des Kölners Anton Guffanti ermöglichte 1910 den Bau der neuen Kirche St. Johannes der Täufer. Nach dem 1923 erfolgten Abbruch des Kirchturms der alten Kirche und dem Verkauf von aus den Mauern herausgebrochenen Steinen war der Verfall des Gebäudes nicht mehr aufzuhalten. Nach dem Zweiten Weltkrieg standen nur noch der Chor, Teile der Außenwände, zwei Pfeiler und eine Arkade. Eine Restaurierung der bereits beim Bau der neuen Kirche unter Denkmalschutz stehenden Kirche, der seitdem einen Totalabriss verhinderte, begann 1953, nachdem die Denkmalbehörde den Wert der alten Kirche erkannt hatte. Die Restaurierungsarbeiten wurden 1970 und 1990 fortgesetzt. Außenmauern, Arkaden des Seitenschiffes und Dach wurden ergänzt. Auch die 1953 begonnene Restaurierung der freigelegten Gemälde des Chores wurde vollendet.

## Baubeschreibung
Die Kirche St. Johannes Enthauptung liegt auf dem ehemaligen Friedhof.
Außen sind die Wände der kleinen verputzten zweischiffigen Kirche farbig gestrichen, über die Strebepfeiler des Chores verläuft ein Sohlbankgesims, die gotischen Fensteröffnungen sind hell abgehoben. Der Eingang liegt im östlichen Abschluss des Seitenschiffes.
Der Innenraum besteht aus einem Langhaus mit restaurierter Holzdecke, einem Seitenschiff und einem Chor, an dessen Nordseite sich ein spätgotisches Sakramentshaus befindet. Das Gemälde über dem Sakramentshaus stellt die Geburt Jesu und die Anbetung der Könige dar.

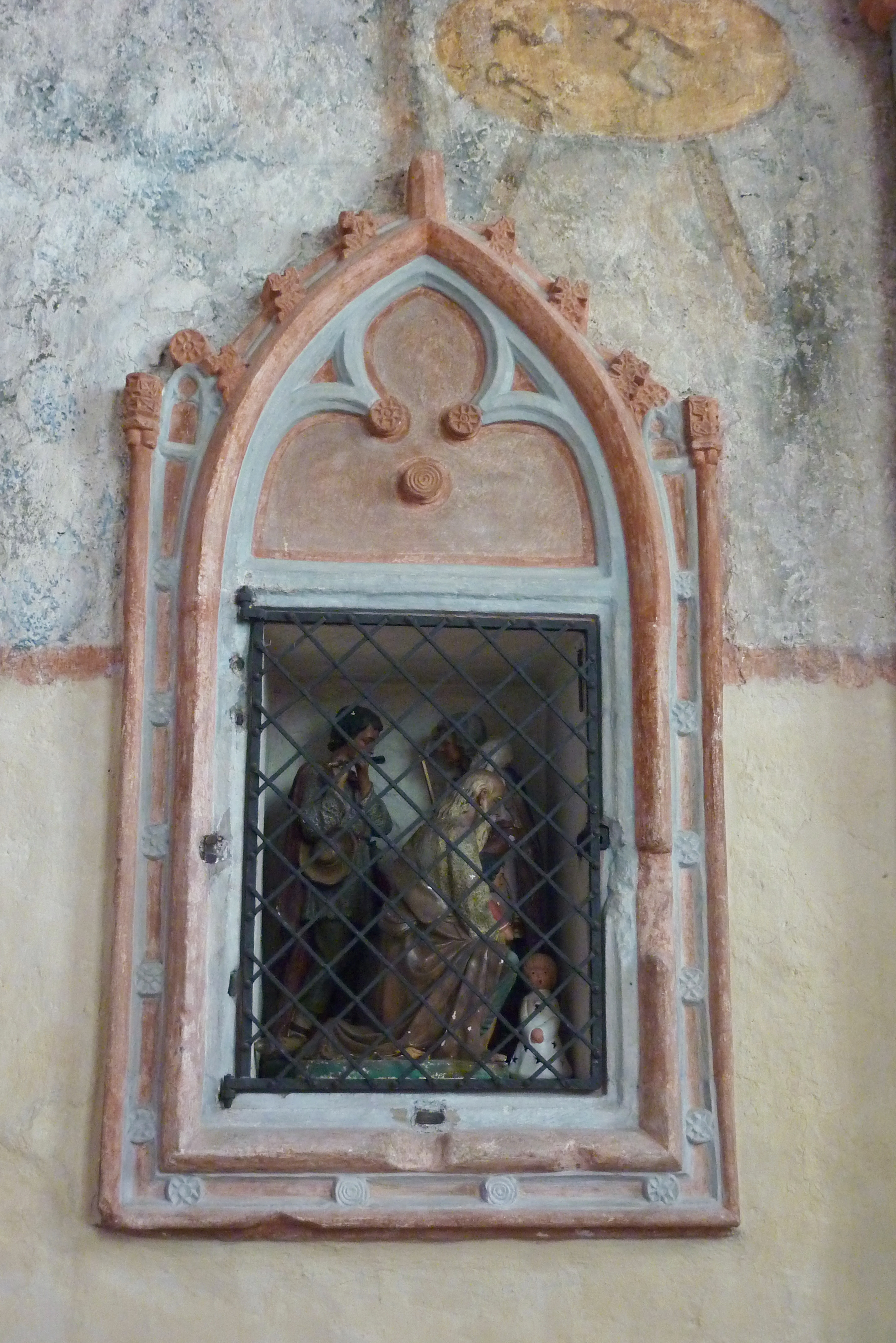
Sakramentshäuschen
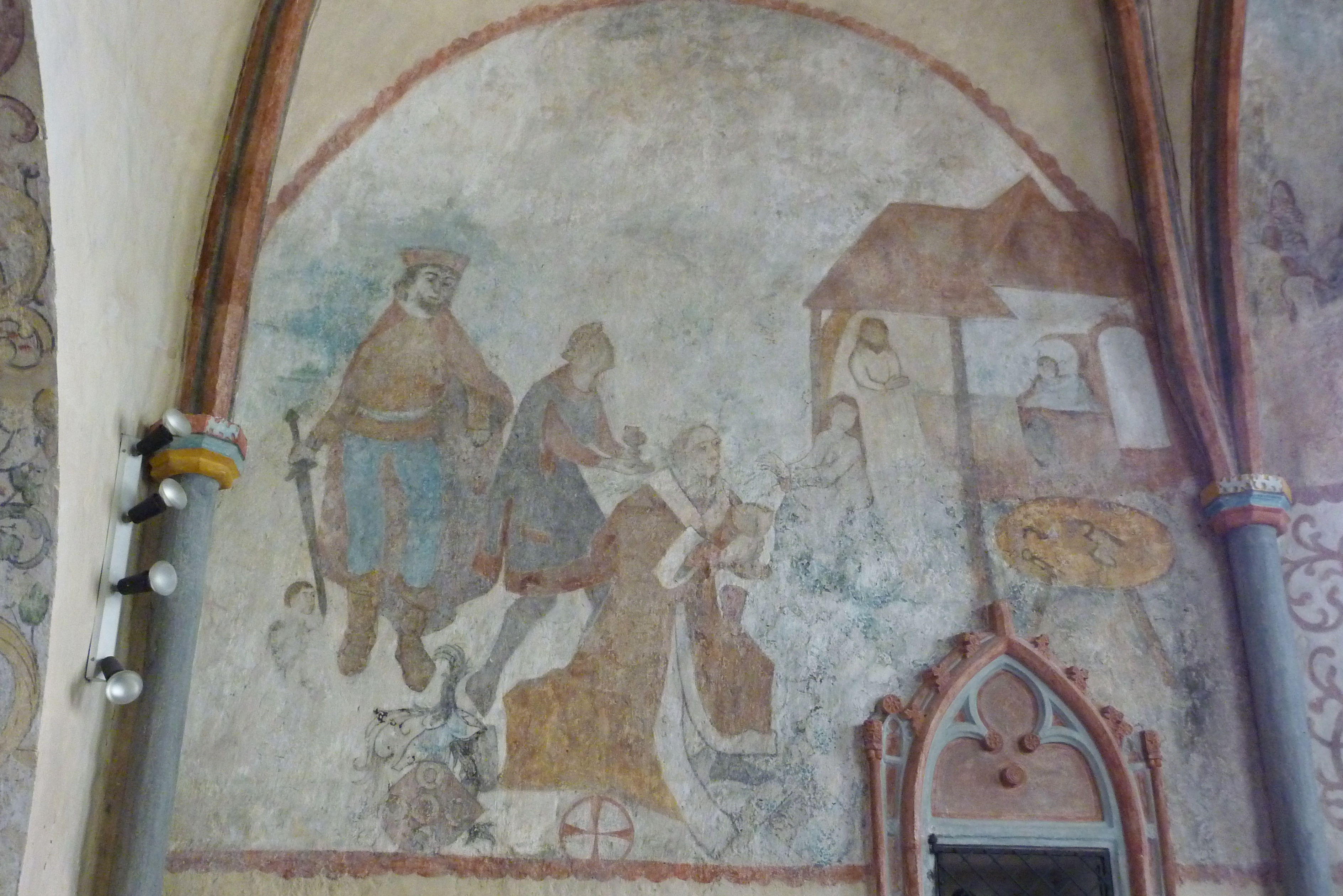
Geburt Jesu und Anbetung der Könige
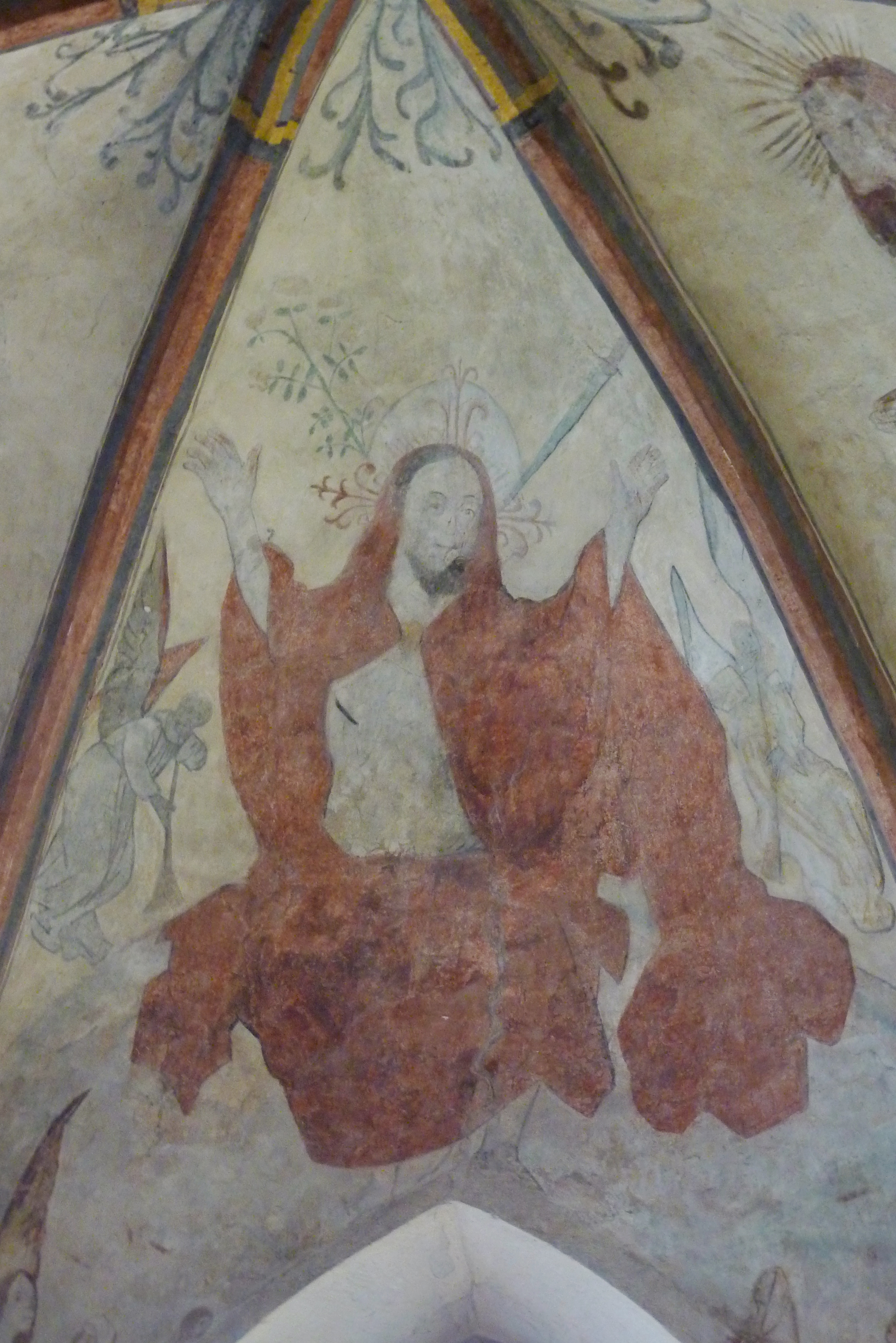
Christus als Richter
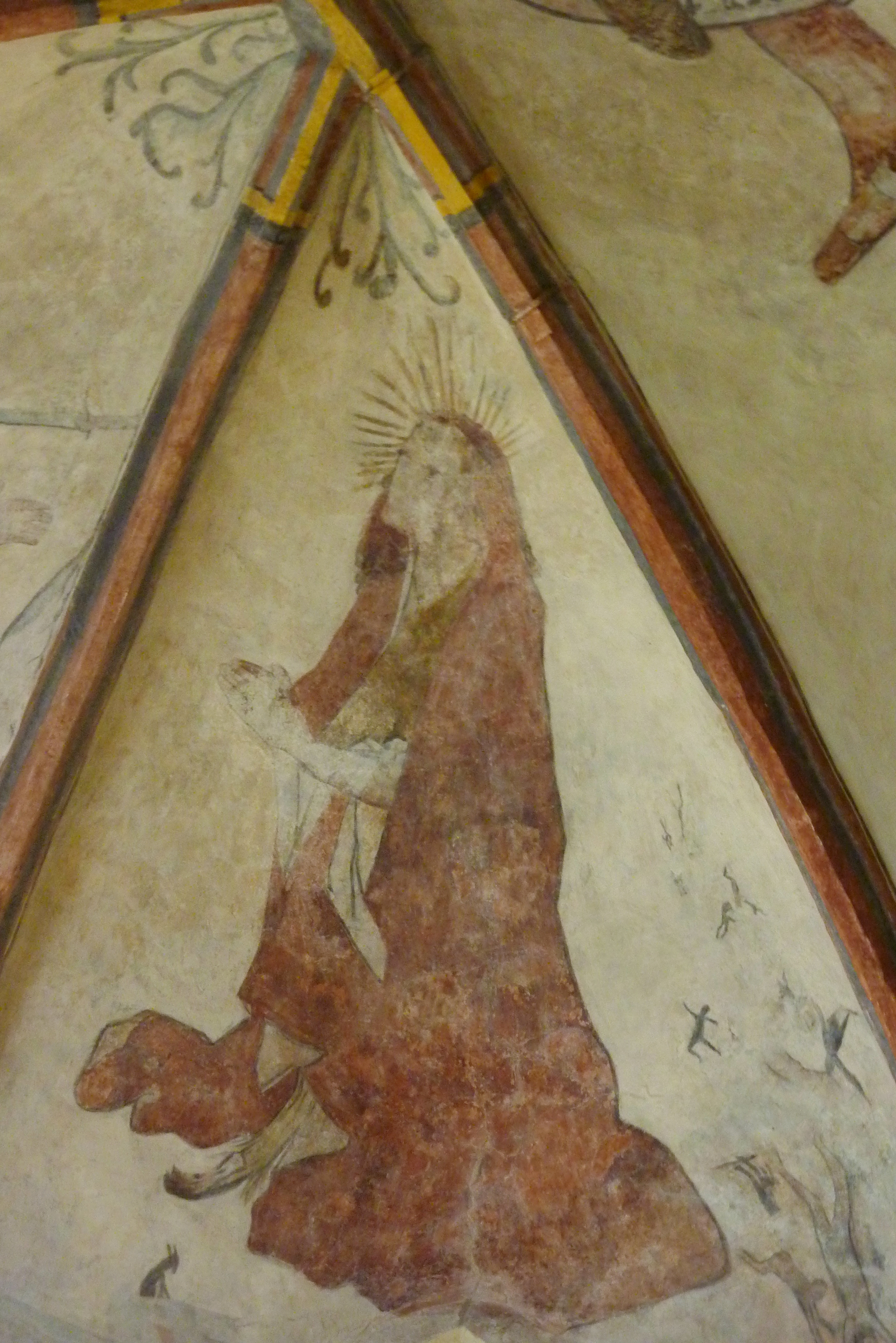
Johannes als Fürbitter

Die Ausmalung der Apsis entstand nach der Rippeneinwölbung des Chores um 1530/40. Die Gewölbemalereien in der Tradition der Kölner Malerschule stellen das Jüngste Gericht dar: Christus mit Schwert und Lilie thront auf dem Regenbogen, neben ihm Maria und Johannes als Fürbitter. Engel mit Posaunen rufen zum Gericht. Unter dem Regenbogen steigen die Toten aus den Gräbern, die Guten werden von Engeln zu Maria geführt, die Bösen stürzen in die Hölle. Das Gemälde an der Südwand, eine Darstellung der Enthauptung Johannes des Täufers, des Pfarrpatrons, wurde teilweise durch einen späteren Fenstereinbau zerstört.
Im Chor war die Grablege der Metternich zu Niederberg. Auf der beschädigten Grabplatte ist das Muschelwappen der Metternich noch zu erkennen.

## Heutige Nutzung
Gelegentlich finden in der Kirche noch Gottesdienste statt, aber auch für nicht kirchliche Veranstaltungen wie Konzerte und Lesungen wird sie genutzt.

## Baudenkmal
Die Kirche ist unter Nr. 018 am 12. August 1982 in die Denkmalliste der Stadt Erftstadt eingetragen worden. Siehe Liste der Baudenkmäler in Niederberg (Erftstadt).